# Antoine Plazanet
Pour les articles homonymes, voir Plazanet.
Antoine Plazanet est un homme politique français né le 31 janvier 1760 à Peyrelevade (Corrèze) et mort le 9 décembre 1803 à Meymac (Corrèze).

## Biographie
Homme de loi avant la Révolution, il est juge du paix du canton de Sornac en 1790. Troisième suppléant à la Convention, il est admis à siéger le 8 août 1793 et passe au Conseil des Cinq-Cents le 23 vendémiaire an IV. Il sort de l'assemblée en l'an VI. Il est le frère de Charles Plazanet.

## Sources
- « Antoine Plazanet », dans Adolphe Robert et Gaston Cougny, Dictionnaire des parlementaires français, Edgar Bourloton, 1889-1891 [détail de l’édition]